# Bremer Roland
Der Bremer Roland, eine 1404 errichtete Rolandstatue auf dem Marktplatz vor dem Rathaus, ist ein Wahrzeichen Bremens und gilt als  ältester erhaltener Steinroland. Seit 1973 steht der Roland unter Denkmalschutz und wurde im Juli 2004 gemeinsam mit dem Rathaus von der UNESCO zum Weltkulturerbe der Menschheit erklärt.
Die Figur hat eine Höhe von 5,47 Metern und steht auf einem 60 Zentimeter hohen, gestuften Podest. Im Rücken wird sie von einem Pfeiler gestützt, der von einem gotisch ornamentierten Baldachin gekrönt wird. So erreicht das Denkmal eine Gesamthöhe von 10,21 Metern und ist damit die größte freistehende Statue des deutschen Mittelalters.

## Bedeutung

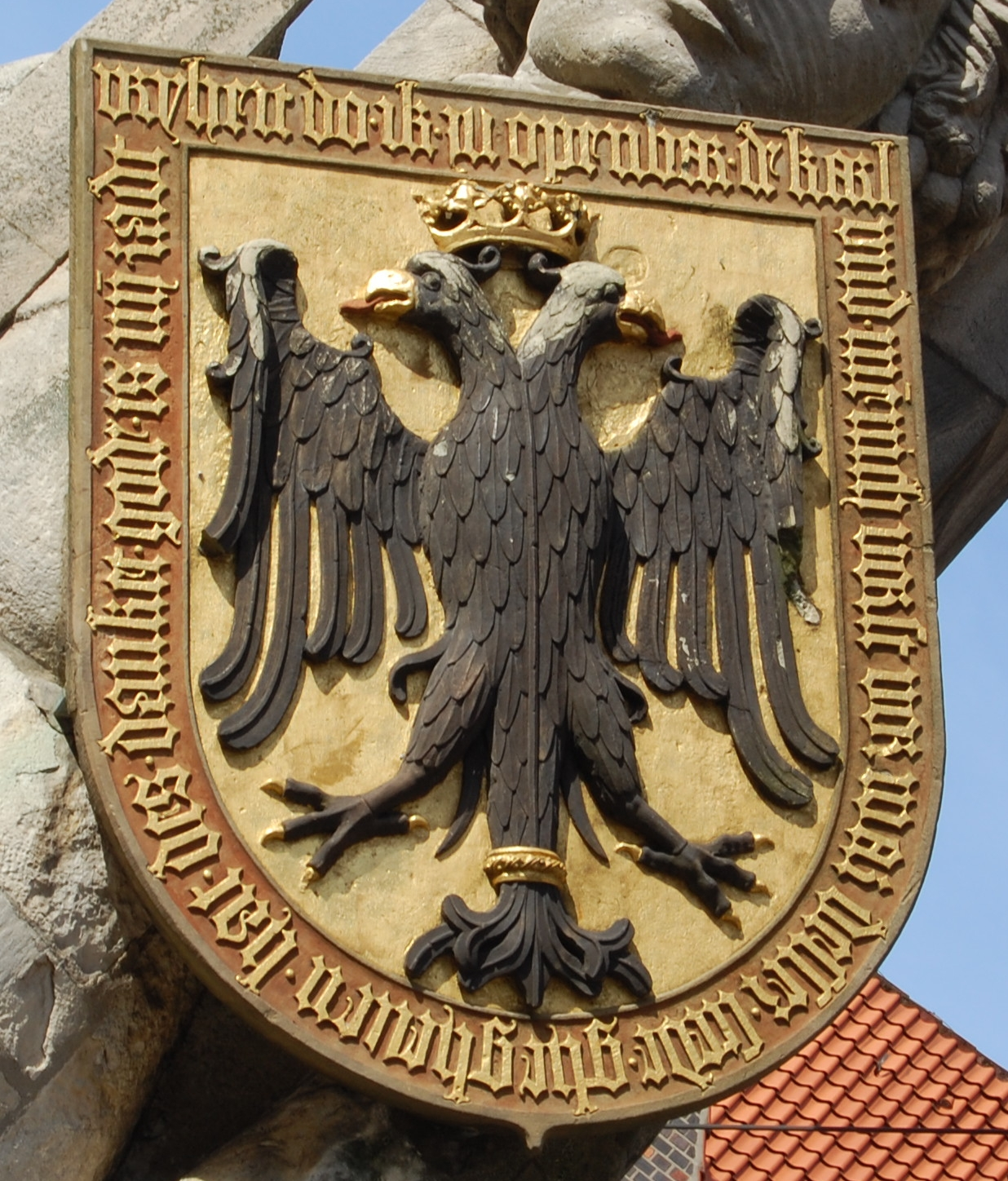
Der Schild des Roland mit dem Reichsadler des Heiligen Römischen Reiches.

Dargestellt ist der aus Liedern und Epen (Rolandslied) bekannte Heerführer und angebliche Neffe Karls des Großen. Roland steht also auf dem Markt als Repräsentant des Kaisers, er verkündet und garantiert die Marktrechte und Freiheiten, die der Stadt angeblich verliehen worden waren. So drückt es auch die Inschrift des (allerdings wohl 1512 erneuerten) Schildes aus:

„vryheit do ik ju openbar / d’ karl vnd mēnich vorst vorwar / desser stede ghegheuen hat / des danket god’ is mī radt“

„Freiheit ich euch offenbar / die Karl und mancher Fürst fürwahr / dieser Stätte gegeben hat / dessen danket Gott, das ist mein Rat“

Die Attribute Rolands, der durch Rüstung (Kettenhemdkragen, Brustpanzer, Beinschienen) und Haartracht als freier Mann von ritterlicher Lebensführung charakterisiert ist, verbildlichen und präzisieren das noch: Das erhobene Schwert ist hier eher ein Symbol städtischer Gerichtsbarkeit als das Standesabzeichen des Ritters, denn ihm fehlt die am Gürtel befestigte Schwertscheide. Der Schild mit dem Doppeladlerwappen des Reiches ist Zeichen des so lange umkämpften Bremer Anspruches auf Reichsfreiheit. Die kleine Gestalt unter den Füßen Rolands wird von der Forschung überwiegend als unterworfener Friesenhäuptling interpretiert.
Für Standort und Blickrichtung der Figur sind die Nähe zum (zeitgleich errichteten) Rathaus und der Bezug auf die Straßenachse Ostertor-Obernstraße wichtig. Während man früher den etwa in Richtung Dom weisenden Blick Rolands als eine gegen den erzbischöflichen Stadtherrn gerichtete Machtgeste ansah, so wird heute mit guten Gründen eine demonstrativ gegen Kirche und Erzbischof gerichtete Botschaft dieser Ausrichtung bestritten.

## Geschichte

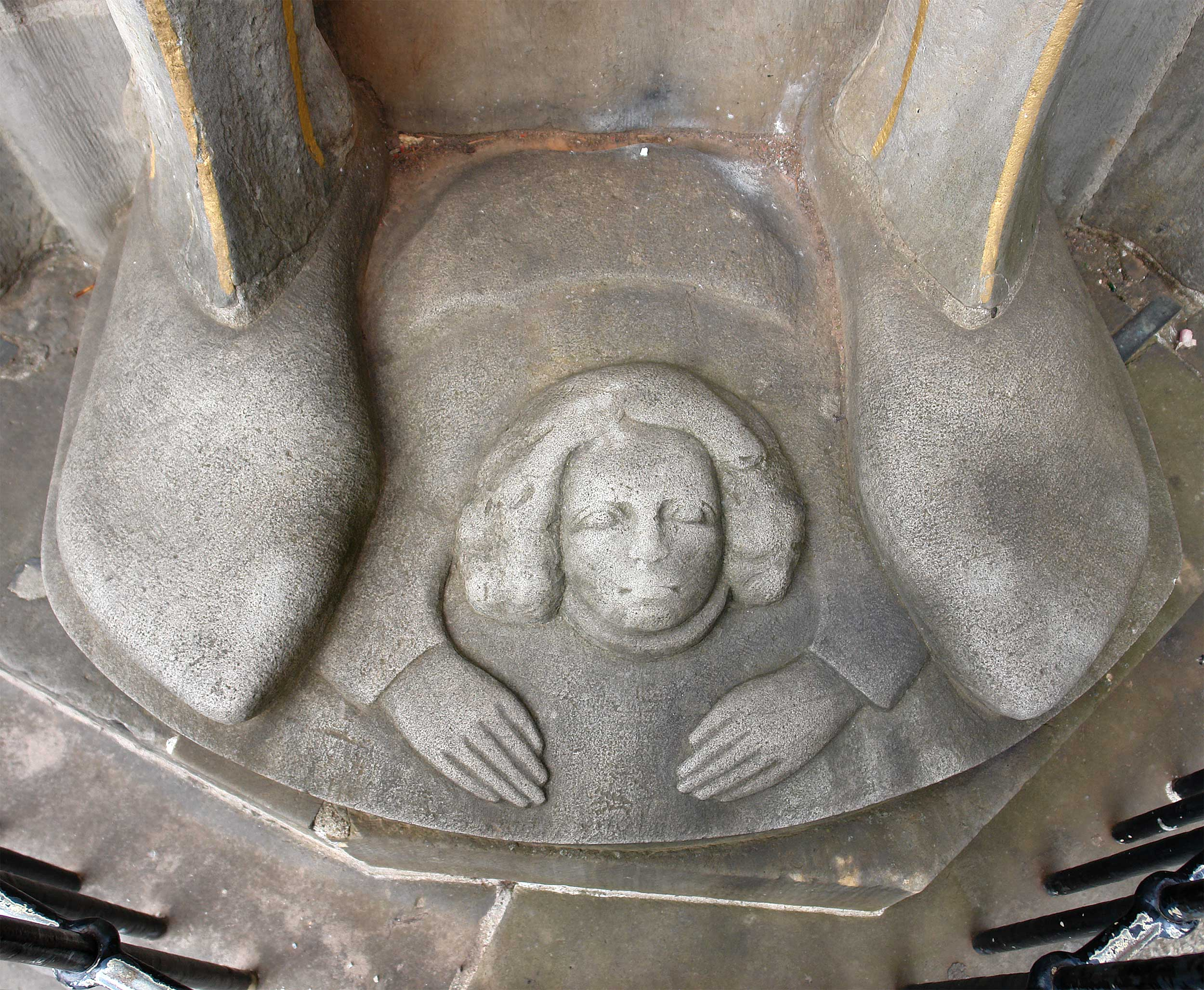
Der „Krüppel“ zu Füßen des Roland

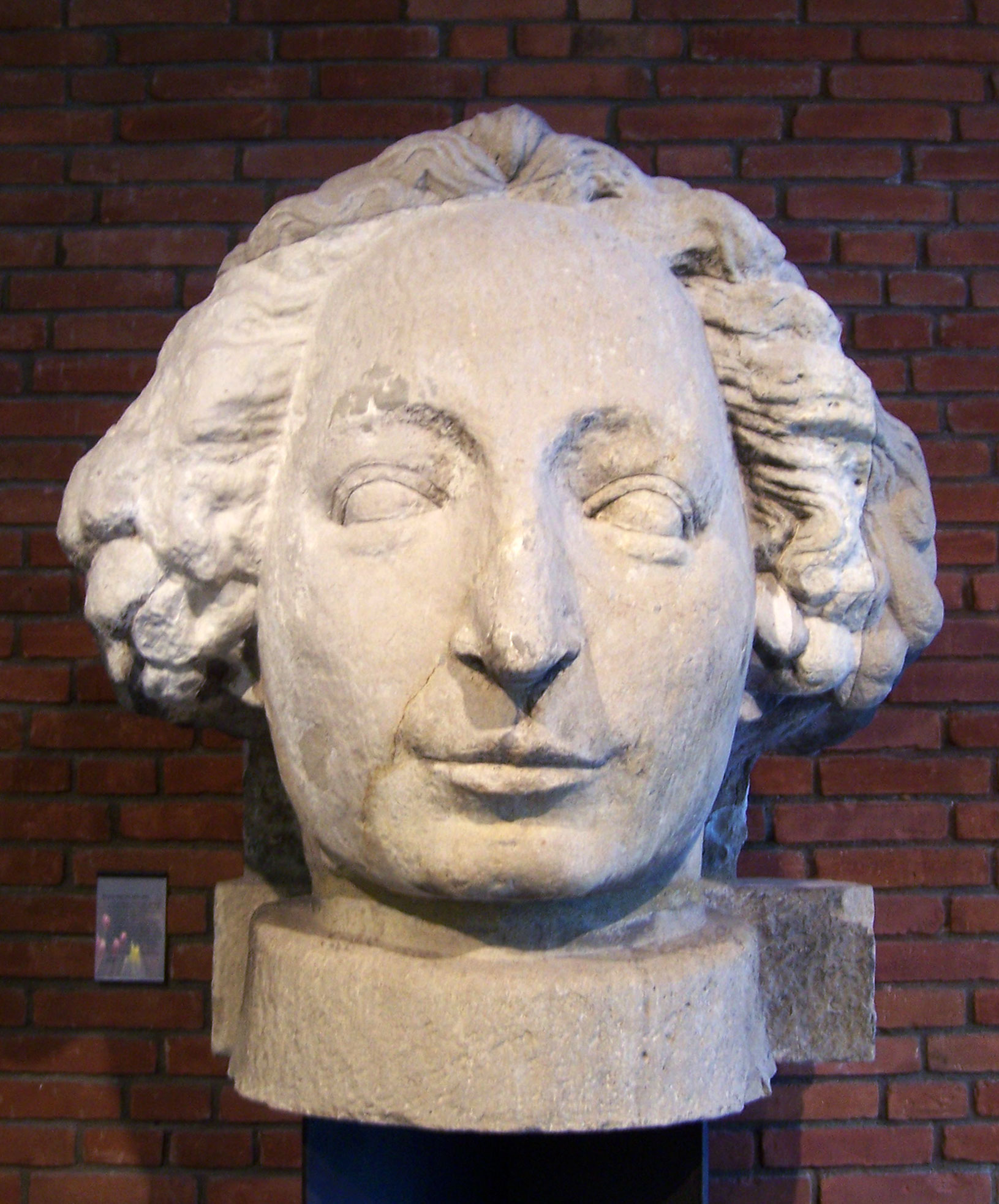
Originalkopf des Roland im Focke-Museum Bremen

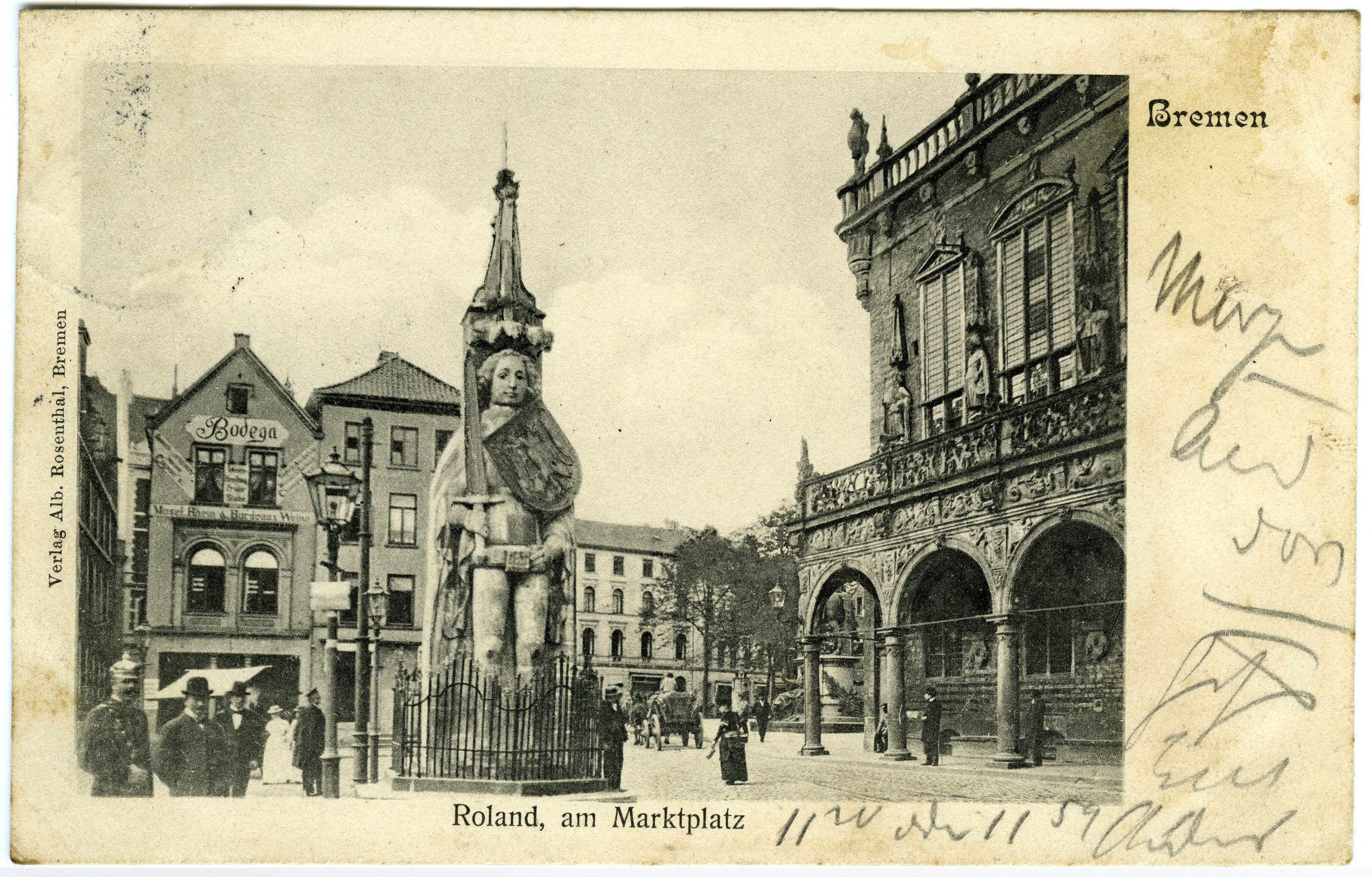
Postkarte ~1905, Rolandstatue auf dem Marktplatz

Ein Vorgänger des Bremer Roland bestand aus Holz und war in der Nacht vom 28. auf den 29. Mai 1366 von Kriegern des Erzbischofs Albert II. umgestürzt und verbrannt worden. Er hatte – wie der neue – das kaiserliche Wappen getragen und war, wohl in den 1340er oder 50er Jahren aufgestellt worden. 1404, noch vor dem Baubeginn des Rathauses, ließ der Bremer Rat den neuen, steinernen Roland errichten. Die Steinmetzen Claws Zeelleyher und Jacob Olde wurden dafür mit 170 Bremer Mark bezahlt.
Die Figur wurde aus Elmkalkstein, der Pfeiler aus Obernkirchener Sandstein gefertigt und war zunächst farbig gefasst. Im 18. Jahrhundert wurde er grau bemalt, später bevorzugte man den sichtbaren Stein mit sparsamer Kolorierung. Ab 1811 geriet der Roland in Gefahr abgerissen zu werden. Bremen war Teil des Département des Bouches-du-Weser, es wurde eine Markthalle geplant, was aber durch das Ende der französischen Herrschaft nicht ausgeführt wurde.
Der Roland wurde mehrfach restauriert. 1939 war er vom Einsturz bedroht und wurde auf neuem Betonfundament neu aufgebaut, einzelne Blöcke wurden dabei erneuert. Am 29. September 1939 bekam er als Luftschutzmaßnahme eine mit Sand gefüllte Holzverschalung und wenig später einen gemauerten Splitterschutz. Das dabei verloren gegangene Gitter wurde bei einer gründlichen Restaurierung 1983/84 erneuert. Der Kopf wurde durch eine materialgetreue Kopie ersetzt, das Original steht seitdem im Focke-Museum. In alter Bremer Tradition wurden diese Kosten von einem Sponsor übernommen. Bei der letzten Restaurierung im Jahr 1989 entdeckte man im Inneren des Standbilds eine Zeitkapsel, die 1938 dort deponiert worden war.

## Rezeption

### Gedichte
1848 schrieb Friedrich Rückert ein später von Franz Magnus Böhme vertontes Gedicht Roland, der Ries’ am Rathaus zu Bremen in acht Versen. Es wurde im Dezember 1863 um drei weitere Verse ergänzt, die sich auf die Rolle Bremens im Vorlauf des Deutsch-Dänischen Kriegs bezogen, als Dänemark die Herzogtümer Schleswig und Holstein in das Herrschaftsgebiet der Krone einbeziehen wollte. Ganz im Gegensatz zu den hansischen Schwesterstädten Hamburg und Lübeck opponierte Bremen am 7. Dezember 1863 stark gegen dieses Vorhaben. Rückerts Verse bringen die Verachtung für die Position Hamburgs und Lübecks zum Ausdruck.
Auch der plattdeutsche Volksmund befasste sich mit dem Standbild und reimte:
Roland mit dat kruse Haar,
Wat he kickt so sunnerbar!
Roland mit den Wapenrock
Steiht so stief as wi een Stock.
Roland mit de spitzen Knee,
Segg maal, deit di dat nich weh?
auf den Westfälischen Frieden.

### Philatelie und Numismatik

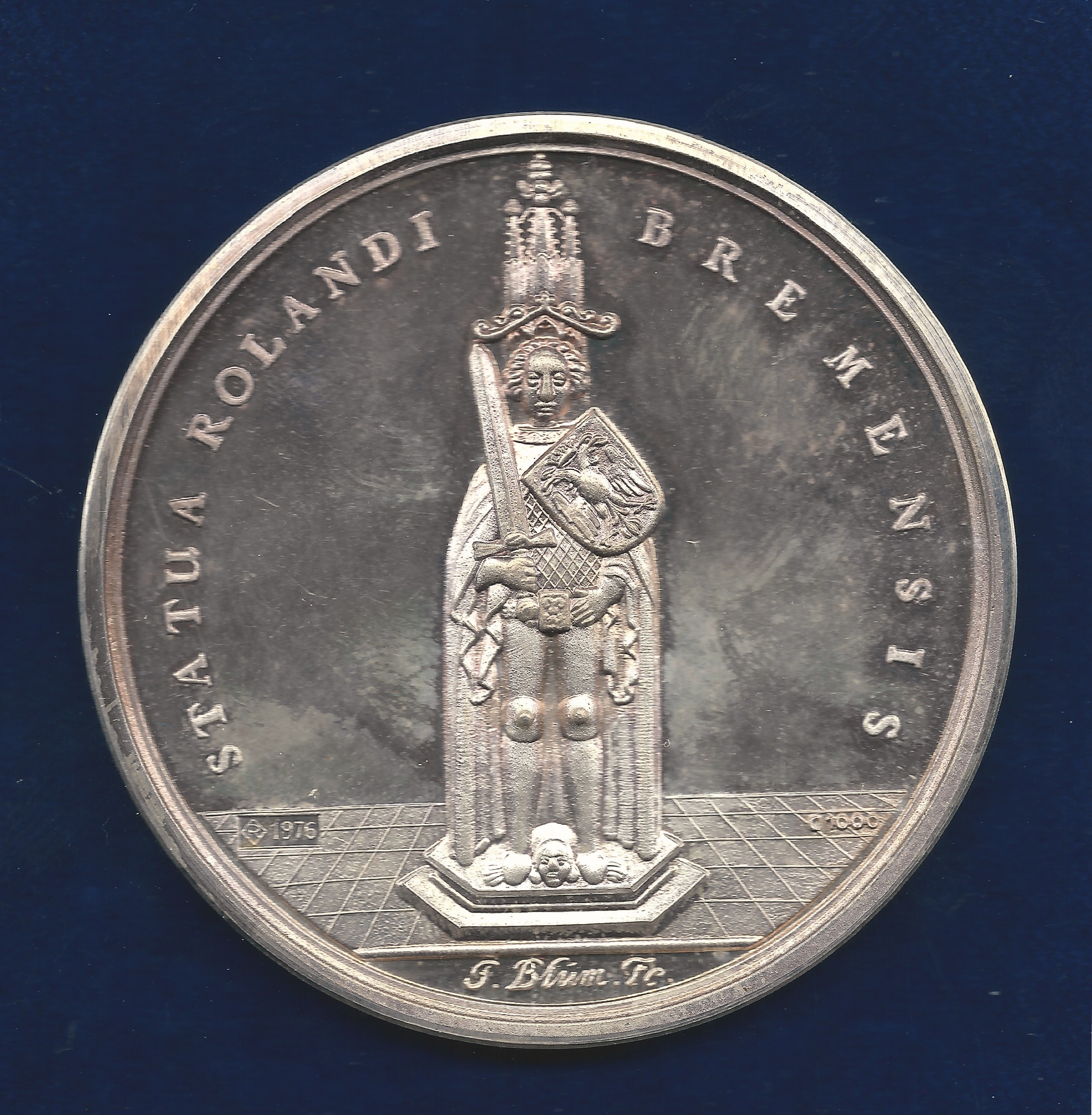
Der Bremer Roland auf einer Medaille des Johann Blum 1648

Deutsche 2-Euro-Gedenkmünze 2010
(die Statue ist in Wirklichkeit wesentlich kleiner und nach rechts ausgerichtet.)

Das Motiv des Bremer Roland wurde in Philatelie und Numismatik aufgegriffen.

### Nachbildungen
In direktem Bezug zum Bremer Roland steht die vermutlich 1602 aufgestellte, allerdings abweichend gestaltete Brunnenfigur in Bederkesa, das damals zu Bremen gehörte.
Auf dem Neuen Markt in der Bremer Neustadt steht der Kleine Roland als Rolandbrunnen von 1737, nach einem Entwurf des Bildhauers Theophilus Wilhelm Frese.
Der Eiserne Roland, eine hölzerne Nachbildung, stand 1915 bis 1918 im Winkel zwischen Altem und Neuem Rathaus; wer für ein Bremer Soldatenheim gespendet hatte, durfte dort in die Figur einen Nagel einschlagen. Die danach im Rathaus gelagerte Figur ist nicht erhalten.
Eine etwa 1,50 Meter große hölzerne Nachbildung des Bremer Rolands befindet sich in der evangelisch-lutherischen Zionskirche im New Yorker Stadtteil Brooklyn. Sie ist Teil einer Kanzel und war 1890 ein Geschenk der Stadt Bremen an ehemalige Bürger, die in New York eine neue Heimat gefunden haben.
Die brasilianische Stadt Rolândia wurde 1932 von deutschen Auswanderern gegründet und erhielt ihren Namen nach dem Bremer Roland. Seit 1957 besitzt der Ort zudem eine Vier-Fünftel große Nachbildung des Bremer Rolands, gestiftet von Bremer Kaffee-Kaufleuten.
Bremen schenkte der Stadt Quito zum 445-jährigen Jubiläum eine verkleinerte Nachbildung ihres Rolands, der heute an der Avenida Amazonas steht.
Der Japaner Atsuo Nishi ließ 1970 in seinem Freizeitpark in Obihiro auf Hokkaidō eine originalgetreue Nachbildung des Bremer Rolands errichten. Sie war Teil einer größeren Märchenstadt mit verschiedenen Nachbildungen deutscher Figuren. Die Ausstellung wurde 2003 geschlossen.
Seit 2004 befindet sich ein Miniaturmodell des Rolands im Roland-Park  in der Nähe der Stadthalle von Belgern.
Für eine Werbekampagne mit der Bremer Dettmer Group wurde eine Nachbildung des Bremer Roland mit einer Höhe von 2,50 Meter angefertigt. Erbaut wurde sie vom Künstler Thomas Beecken und besteht komplett aus recyceltem Material. Das geschredderte Material bestand zum größten Teil aus buntem Plastik, aber auch aus Baustoffrecycling oder Füllsand. Heute steht das Modell im „Dettmer-Haus“ in der Bremer Altstadt direkt an der Weser.

### Legenden

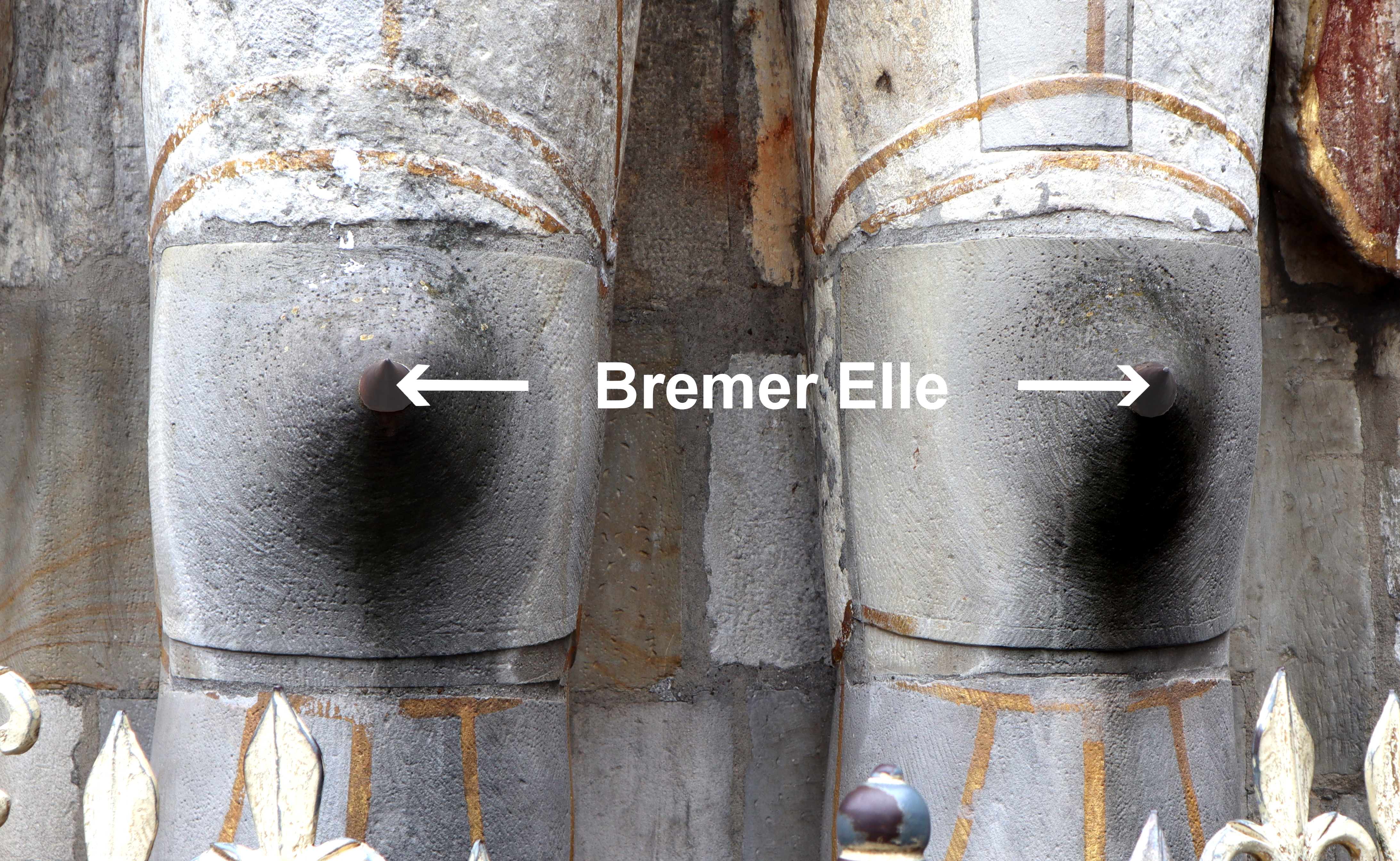
Die vermutete Bremer Elle

Weil der Abstand der beiden Kniespitzen mit 55,372 Zentimeter dem Maß der Bremer Elle (im Jahr 1818 auf umgerechnet 57,87 Zentimeter festgesetzt) recht nahekommt, hat R. Spichal vermutet, dass mit diesem Abstand bewusst ein Normmaß gesetzt worden sei. Die spitze Form und die metallene Ausführung scheinen dafür zu sprechen. Auch waren nah bei mittelalterlichen Marktplätzen tatsächlich oft materiell ausgeformte oder an Rathäusern, auch an Kirchenportalen markierte Maße der Allgemeinheit zugänglich. Doch nirgendwo, soweit bisher bekannt, ist ein solches Normmaß älterer Zeit integraler Bestandteil eines Bildwerkes. So bleibt die Idee eine Hypothese, deren Wahrheitsgehalt mangels genauer Kenntnis mittelalterlicher Maßwerte (besonders der Längenmaße) und jeglicher historischer Hinweise auf den vermuteten Zusammenhang einstweilen völlig unbeweisbar bleibt.
In Bremen erzählt man gern, dass die Stadt so lange frei und selbstständig bleibe wie der Roland steht und über sie wacht. Die Legende, dass deswegen eine zweite Rolandstatue als schnell verfügbarer Ersatz in den Kellergewölben des Rathauses versteckt sei, beruht wohl auf der Deponierung des Eisernen Roland (siehe oben) im Rathaus zwischen den Weltkriegen. Unabhängig davon existiert am Neuen Markt mit dem Kleinen Roland eine zweite, wenn auch baulich völlig andere, Rolandsstatue in Bremen.
Die Figur zwischen seinen Füßen wird oft, aber ganz unbegründet als jener Krüppel angesprochen, der 1032 ein Gelände umkrochen haben soll, das die Gräfin Emma dann der Stadt als Bürgerweide schenkte.
Als Aprilscherz verbreitete die Bremer Senatskanzlei 2004 die Pressemeldung, dass „mit der Bremer Elle in Wissenschaft und Technik weiterhin gemessen wird“ und „das Längenmaß international unter dem Begriff LMR (Length Measurement Roland) nur in Spezialanwendungen bei Flugzeugbau, Raumfahrt und Unterwasserortung in Gebrauch ist“.

## Brauchtum

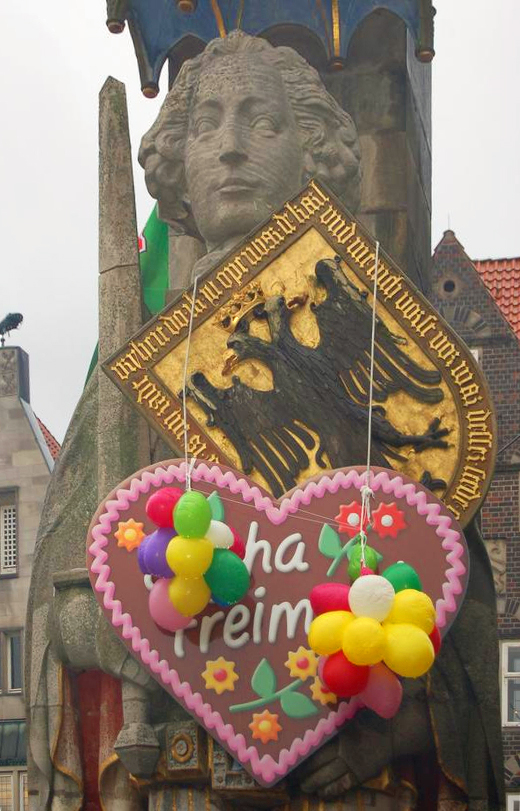
Der Roland mit Freimarkts-„Lebkuchenherz“

Am 5. November feierten die Bremer von 1813 bis 1863 den „Tag der wiedererstandenen Freiheit“ und machten ihn zum Geburtstag ihrer „Freiheitsstatue“. Erinnert wurde damit an das Ende der mehrjährigen Besetzung der Stadt durch das napoleonische Frankreich und die Befreiung durch Karl von Tettenborn im November 1813. Tanzende Mädchen legten früher an diesem Tag Blumen vor dem Roland nieder. Nun lebt der Brauch wieder auf: Am 5. November wird Roland jedes Jahr mit einem Blumenstrauß und der UNESCO-Fahne geschmückt.
Während des Volksfestes Bremer Freimarkt, das seit 1035 gefeiert wird und seit den 1930er-Jahren auf der Bürgerweide stattfindet, wird der Roland heutzutage mit einem großen Lebkuchenherz aus Pappe und bunten Luftballons geschmückt. Die Eröffnung des Freimarktes erfolgt gegenwärtig alljährlich im Oktober an einem Freitag und wird um 16:00 Uhr auf dem Marktplatz im Rahmen des Kleinen Freimarktes zelebriert, indem Mitglieder der Bremer Schornsteinfegerinnung den Roland mit seinem Freimarktsschmuck ausstatten. Zur gleichen Zeit öffnet das eigentliche Volksfest auf der Bürgerweide die Tore, während dort die „offizielle Eröffnung“ – der traditionelle Fassanstich im Bayernzelt durch den Bremer Innensenator – jedoch erst zwei Stunden später stattfindet. Das dem Roland umgehängte Lebkuchenherz trägt den traditionellen Ausruf der Bremer zu den Freimarktstagen: „Ischa Freimaak!“, was sich mit „Ist ja Freimarkt!“ übersetzen lässt.
Wie bei den wenige Meter entfernten Stadtmusikanten, gibt es für den Roland einen Brauch, der besagt, wer ihm das Knie gerieben habe, der kehre nach Bremen zurück. Wie populär dieser Brauch ist, lassen die durch häufige Berührung verursachten dunklen Verfärbungen der beiden Knie erkennen.

## Weitere Namensnennung
Der Roland von Bremen ist Namenspatron 
- der Bremer Roland-Kaserne
- der Rolandschacht, Gesellenvereinigung von fremden und einheimischen Rolandsbrüdern gegründet im 19. Jahrhundert in Nürnberg von Bremer Gesellen.
- der Roland-Klinik in der Bremer Neustadt.
- der Roland-Linie von 1905 als Reederei gegründet, die mit Frachtdampfern den Transatlantikverkehr bediente; sie wurde 1925 vom Norddeutschen Lloyd übernommen.
- der Monatszeitschrift Roland für freiheitliche Pädagogik, die u. a. Heinrich Scharrelmann und Fritz Gansberg herausgegeben haben.
- der Roland Umschlag, einer Umschlagsgesellschaft für kombinierte Verkehre im Bremer Güterverkehrszentrum
- der Bremer Rolandmühle, einem im Stadtteil Handelshäfen ansässigen Hersteller von Getreidemahlerzeugnissen.
- des Roland-Centers, einem Einkaufszentrum im Stadtteil Huchting
- des Funkrufnamens Roland, den die Bremer Polizei, gefolgt von einer Zahlenkennung, zur Ansprache der im Einsatz befindlichen Fahrzeuge verwendet.
- des Waffensystems Roland, eines in den 1970er-Jahren in deutsch-französischer Kooperation entwickelten Flugabwehrraketensystems.
- des Roland C.II, einem im Ersten Weltkrieg eingesetzten deutschen zweisitzigen Aufklärungsflugzeugs.
- des Roland, Fernschnellzug und späterer Trans-Europ-Express-Zug von und nach Bremen.
- dem Straßenbahn-Triebwagen Nr. 561 bzw. 3561 der Bremer Straßenbahn AG, der Roland und seit 1986, nach seinem Umbau, Roland der Riese heißt.
- des „Roland-Pokals“, wie der Bremer Pokal  früher genannt wurde.
- des FC Roland Bremen 2011, einem Bremer Fußballverein.[22]
- des sogenannten Roland, als alternative „Währung“ im Tauschring „Tauschwatt“.
- dem Roland-Essen, seit 1984 Traditionsveranstaltung des Industrie-Club Bremen e. V., in der Oberen Halle des alten Rathauses zu Bremen.

### Schiffe
Folgende Schiffe sind nach dem Bremer Roland benannt:
- Roland von Bremen, Nachbildung der historischen Hansekogge
- Roland von Bremen (Schiff, 1937)
- 1702 das Kriegsschiff Rulant von Bremen
- Seebäderdampfer Roland von Bremen
- Seitenraddampfer Roland (I) und Roland (II)
- Turbinenschiff Roland des Norddeutschen Lloyd
- Segelyacht und ein Binnenschiff der Dettmer-Reederei
- Roland von Bremen, Motorgüterschiff der B. Dettmer Reederei, Bremen (Armenius Werft 1981)